# الربخة (فن شعبي)
الربخة، فن شعبي من منطقة عسير (جنوب السعودية)، وهو أحد الفنون الأدائية الجماعية، تقوم على الارتجال الشعري، وتؤدى في هيئة صفين متقابلين. 
وارتبط فن الربخة في الأفراح والمناسبات الاجتماعية، كحفلات الزواج واستقبال المسافرين، ويعد من ألوان السمر الشعبية في المنطقة، التي تؤدى في الغالب مساءً. ويتفاعل الصفان مع إيقاعات الزير والزلفة والمكزة، وهي أنواع لآلات إيقاعية شعبية. ووثقت هيئة الموسيقى السعودية فن الربخة ضمن مشروعها «طروق السعودية».